# Pitcairnia corcovadensis
Pitcairnia corcovadensis är en gräsväxtart som beskrevs av Heinrich Wawra. Pitcairnia corcovadensis ingår i släktet Pitcairnia och familjen Bromeliaceae. Inga underarter finns listade i Catalogue of Life.